# Ель-Мансура
Ель-Мансура (араб. المنصورة, al-manṣūrah) — місто в Єгипті, у дельті Нілу на східній стороні рукава Дум'ят, приблизно за 120 км на північний схід від Каїра. Адміністративний центр губернаторства Дакахлія. Населення становить 450 000 чоловік. На протилежному березі Нілу розташоване місто Тальха, разом з яким вони утворюють метрополію. Адміністративно Ель-Мансура ділиться на 2 великих райони: Західна Мансура і Східна Мансура.

## Етимологія
Арабською Мансура означає переможена. Так місто назване на честь перемоги єгиптян у битві при Мансурі над Людовіком IX за часів Сьомого хрестового походу.

## Історія
Ель-Мансура заснована в 1219 році братом Саладіна, Абубакром Маліком Аль-Аділем I (відомим також як Сафадін) з династії Айюбідів. Після перемоги єгиптян над хрестоносцями під час Сьомого хрестового походу місто назване Мансурою.
Під час Четвертої арабо-ізраїльської війни в жовтні 1973 у Ель-Мансурі стався великий повітряний бій. 160 ізраїльських літаків атакували повітряні бази Єгипту, але були перехоплені єгипетської авіацією. Єгиптяни оголосили про знищення в цьому бою 18 ізраїльських літаків, втративши при цьому 6 своїх.

## Уродженці
- Ахмед Гаффер Гегазі (1948) — єгипетський мікробіолог, імунолог та фармаколог.

## Галерея

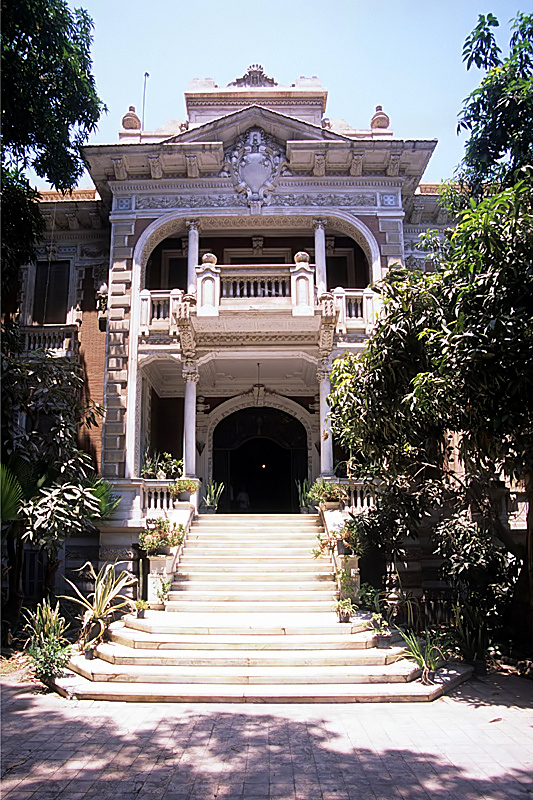
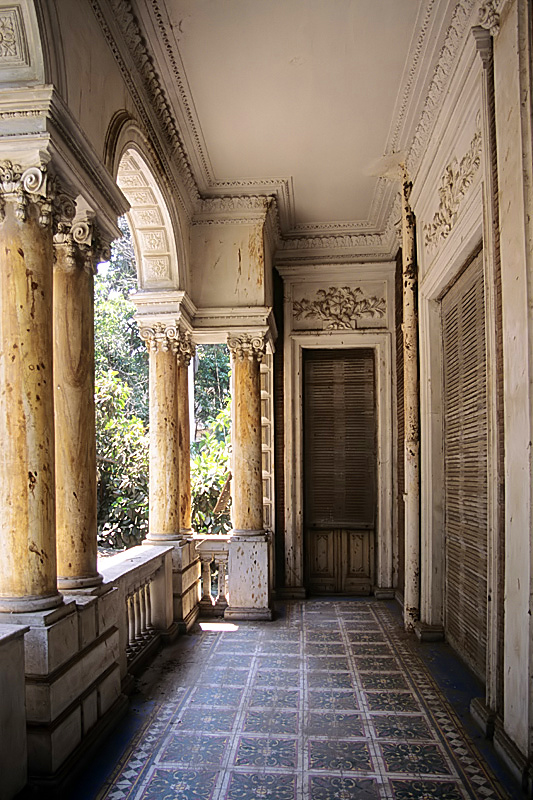
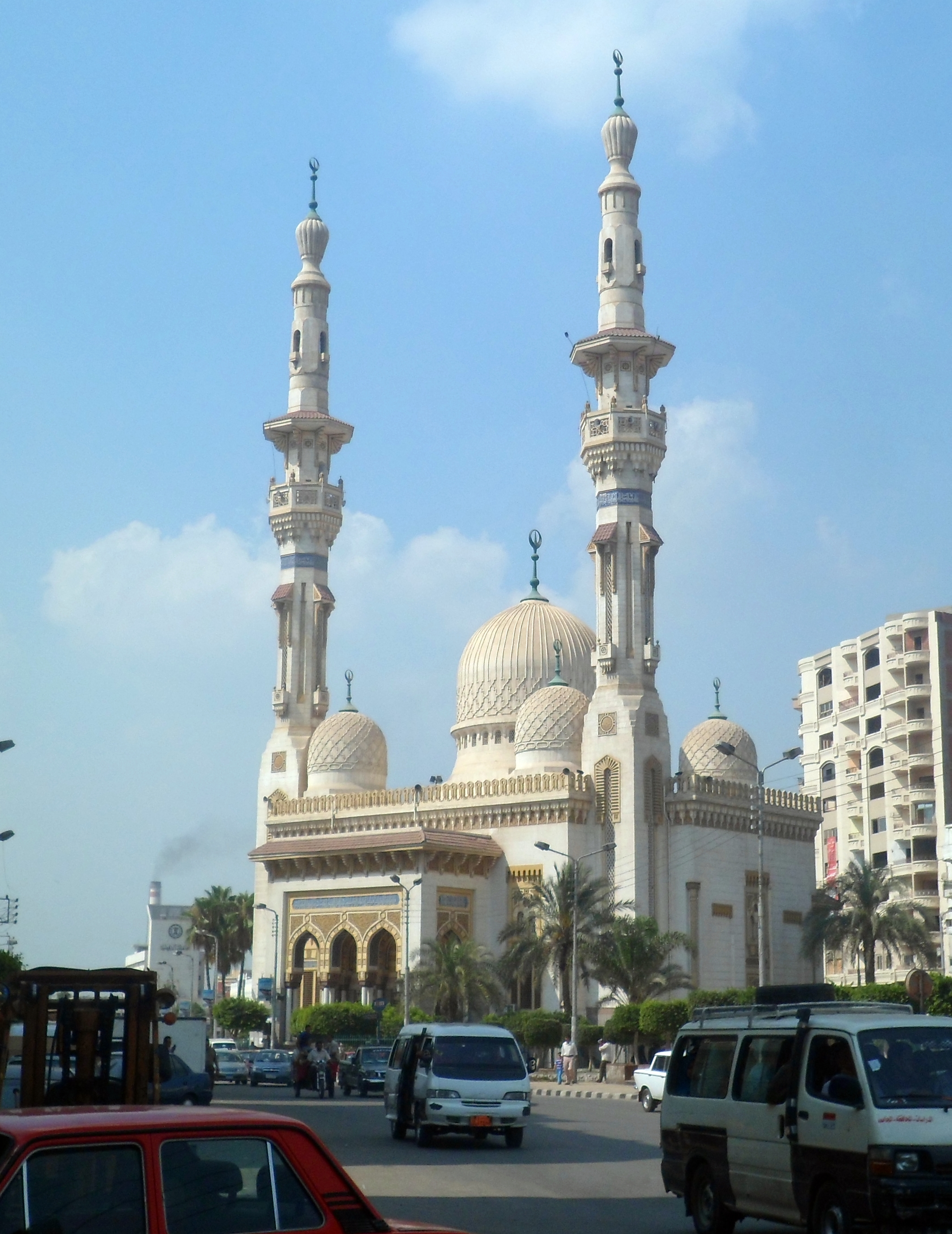
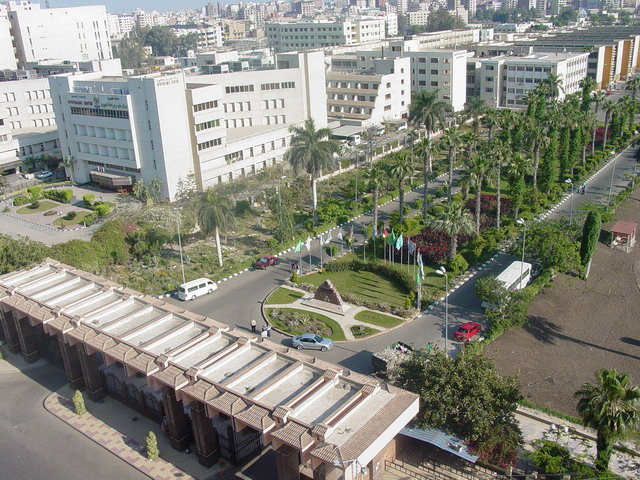
Ель-мансурський університет